# Incidence

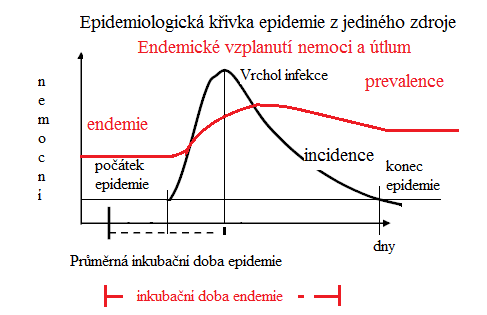
Průběh incidence (černá křivka a popisky) v porovnání s prevalencí

Incidence (zřídka také nápad) označuje v epidemiologii počet nově nemocných za konkrétní časový úsek. Stanovuje pravděpodobnost onemocnění s určitou diagnózou, respektive zdravotní kondici v daný okamžik. Zpravidla se udává jako relativní ukazatel.
Incidence se používá především při studiu náhlých vzplanutí onemocnění, jako jsou epidemie a pandemie. Nemoci trvale přítomné v populaci a jejich vývoj (endemie) se popisují pomocí prevalence.

## Způsob výpočtu
V čitateli je počet nemocných, ve jmenovateli populace v riziku. Zatímco čitatel je u výpočtu incidence jasný, jmenovatel může být problém. Odhadnout počty jedinců, kterých se nemoc týká (jsou v riziku), je často nemožné, většinou nepřesné. Zpravidla se do jmenovatele dává obecný údaj o populaci ve městě, v okresu, ve státě.
Tradičně byl měřen tak, že lékaři v ordinaci zaznamenávali počty případů s danou diagnózou, vztáhli je na počty populace ve spádové oblasti ordinace. Bez jakéhokoli průzkumu tak získali data o vzniku, průběhu a konci epidemie. Toto měření je rychlé, levné a má svou vypovídající schopnost.
Počty nemocných se dají zaznamenávat do grafu, kdy na vodorovné ose jsou dny, na svislé počty nakažených. Incidenci pak vypočítáme ke každému dni, týdnu nebo měsíci. Pokud počítáme incidenci za celé období vzplanutí a zániku nemoci, mluvíme o kumulativní incidenci. Ta nám určí, kolik případů za sezónu (za rok) bylo v ordinaci zaznamenáno.

## Typy incidence
Kumulativní incidence (cumulative incidence, incidence proportion) je incidence počítaná za určitou dobu. Udává se jako počet případů za rok (např. 5 nemocných na 10 tisíc za rok) nebo procento nemocných za určité období (např. 0,1 % za dva roky). Zatímco incidence zahrnuje jednu epidemiologickou událost, kumulativní incidence je součtem více událostí za časové období.

Incidence Risk (riziko onemocnění)
V čitateli je počet nemocných, ve jmenovateli celková populace v riziku.

Počítá se kumulativní incidence, kdy se po delší dobu sledují případy, sčítají se. Vztáhnou se na průměrnou populaci v riziku (například muže po padesátce).

Výstup např. zní: Riziko onemocnění u mužů po padesátce je 0,03 (onemocní tři z deseti tisíc).

Incidence Rate (frekvence onemocnění)
V čitateli je počet nemocných, ve jmenovateli zdravá populace v riziku vztažená na dobu sledování. Čitatel je počet nových onemocnění, jmenovatel používá jednotky osoba za rok(osoba za měsíc, osoba za den). Do jmenovatele se zpravidla dává "střední stav obyvatel" za rok (měsíc, den).
Počítá se "incidence density", neboli frekvence nových onemocnění.

Výstup např. zní: Frekvence nemoci v populaci jsou tři případy na deset tisíc obyvatel.

## Rozdíl mezi incidencí a prevalencí
Ukazatel incidence slouží v první řadě k zaznamenávání náhlých vzplanutí onemocnění jako jsou epidemie. Data se sbírají na základě hlášení o počtu nemocných na konkrétní diagnózu.

Ukazatel prevalence slouží v první řadě k zaznamenávání endemie, tedy nemocí, které jsou v populaci trvale přítomny. Data nestačí sbírat v ordinacích, musí se provádět epidemiologická depistáž nemoci v populaci. U endemií (prevalence) zavádíme trvalou depistáž dané nemoci, tak zvaný kontrolní program.

Zatímco u incidence je počet případů viditelný (je dán metodikou sběru dat), u prevalence se snažíme najít v populaci všechny nemocné, počet případů je skrytý (je dán metodikou kontrolního programu, respektive požadovanou mírou jistoty výskytu nemoci v populaci).

Epidemie se sleduje pomocí incidence. Endemie se sleduje pomocí prevalence. Obě hodnoty mohou být za určité situace stejné. Je pouze na uvážení epidemiologa, který ukazatel použije jako vhodnější pro konkrétní účel. Obecně spočívá rozdíl v metodice sbírání dat a charakteru nemoci. Prevalence určuje trvalý stav v populaci, incidence poukazuje na dynamiku onemocnění v populaci.

## Použití v jiných oborech
Tento nebo podobné termíny se používají i v jiných oborech, kde je sledována četnost nějakých jevů. V kriminalistice se například v podobném významu používá termín nápad trestné činnosti.